# 五十嵐健治

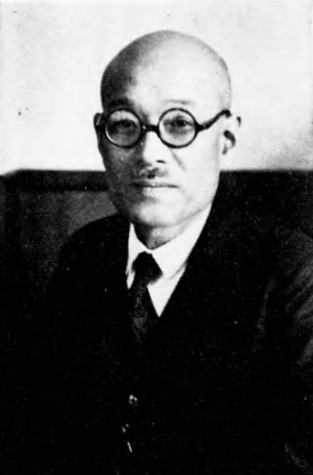
五十嵐健治

五十嵐 健治（いがらし けんじ、1877年3月14日 - 1972年4月10日）は、日本の実業家。ドライクリーニングの白洋舍の創設者として知られる。

## 生涯
自由党の新潟県会議員船崎資郎の子として新潟県に生れ、両親の離婚に伴い、五十嵐家の養子となる。
1894年、日清戦争が勃発すると、軍夫を志願して陸軍従軍して朝鮮半島へ行く。1895年三国干渉の際には、ロシアに復讐するために北海道からシベリアへの渡航を企てる。しかし裏切りにあって、重労働を強いられるタコ部屋へ入れられる。脱走して北海道の小樽まで逃げた時、旅商人からキリスト教のことを聞いて洗礼を受ける。
東京に移り廣瀬太次郎の紹介で、三越に入社、宮内省担当に抜擢される。キリスト同信会の教会に所属して、プリマス・ブレザレンのH・G・ブランドの薫陶を受けた。日曜日の礼拝に出席できないため三越を退社する。
銀座の日本聖書協会の店先で、事故で手足を失い盲人になった人が、舌で点字聖書を読んでいるという写真を見て感動して、聖書を一日一章読む、一章会を提唱した。
1906年に日本橋呉服町に白洋舍創立。ドライクリーニングの研究に没頭し、1907年に独力で日本で初めて水を使わぬ洗濯法の開発に成功。 1920年白洋舍を株式会社に改組した。その経営方針は、どこまでも信仰を土台として経営することであるとしている。本社の近くや多摩川工場内にも教会堂を建設した。1921年、乗松雅休の死去の際には、遺骨を朝鮮まで運んだ。
1941年に太平洋戦争が起ると社長の座を譲り、残りの生涯をキリスト教の伝道に費やした。1957年頃、クリーニング業者福音協力会を起した。1956年には病床にあった堀田綾子（三浦綾子）を尋ねた。綾子はすでにクリスチャンであったが、恋人の前川正と綾子をキリスト教に導いた西村久蔵をほぼ同時期に亡くしたために憔悴し、病床にあった。綾子は後に三浦光世と結婚し、『氷点』で作家デビューし、五十嵐の伝記『夕あり朝あり』を著した。墓所は多磨霊園。

## 著書
- 『家庭と洗濯』1913年
- 『最新家庭洗濯法』1929年
- 『ブランド講演集』
- 『詩篇の味わい』(正続)1956年,1961年
- 『キリスト信仰とわが体験』1959年